# 魚醤

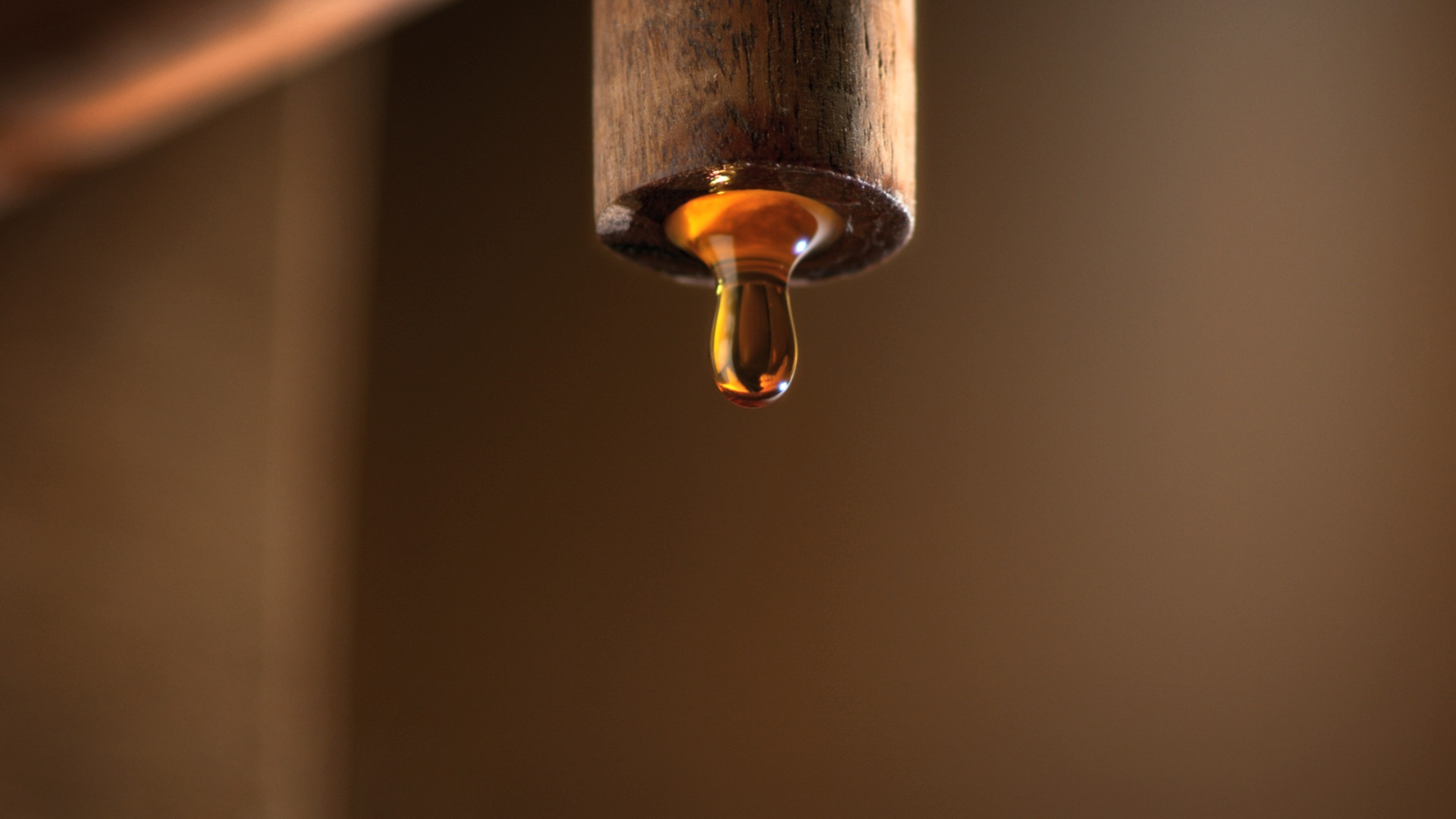
魚醤

魚醤（ぎょしょう）は、魚類または他の魚介類と塩を主な原料にした液体状の調味料。魚醤油（うおしょうゆ）、塩魚汁（しょっつる）とも呼ばれる。

## 概要
魚を塩と共に漬け込み、自己消化、好気性細菌の働きで発酵させたものから出た液体成分が魚醤で、黄褐色 - 赤褐色、暗褐色の液体である。熟成すると、特有の香りまたは臭気を持つが、魚の動物性タンパク質が分解されてできたアミノ酸と魚肉に含まれる核酸を豊富に含むため、濃厚なうま味を有しており、調味料として使えば料理に塩味を加えるとともに、うま味を加える働きが強い。また、ミネラル、ビタミンも含んでいる。上澄み液をすくい取り加熱殺菌して製品とする場合もあるが、独特の香りや臭いは加熱に弱いため、炒め物、焼き物、煮物の調理には未加熱の分離液を選んで用いる人もいる。
魚醤はアジア、特に東南アジアの沿岸部を中心に、東アジアの日本、中国なども含め、いくつかの文化圏で用いられており、特にタイを始めとする東南アジアでは、塩を除けば、ほぼ唯一の塩味の調味料で、非常に多くの料理に用いられる。また、これらの文化圏の中には、米飯を加えてなれずしを作る伝統を残している地域・民族もある。
その起源に関しては、カンボジアのトンレサップ湖付近とみられている。

## 種類
日本では、近代的な食生活において、塩分濃度が高く風味が独特な魚醤は、醤油やうま味調味料の普及により一般家庭での使用は減っているが、いくつかの地方には魚醤を用いる文化が残っており、郷土料理などに利用されている。主なものでは、秋田県でしょっつる（塩汁）、奥能登でいしる（魚汁）、香川県でいかなご醤油が製造され、地元を中心に使用されている。この他1990年代後半ころから伝統的製法とは異なる製法が開発され、商品が製造販売されている（新製法の項目参照）。また、伊豆諸島でくさやを製造する際に用いられるくさや液も魚醤の一種であるとも考えられる。また90年代以降のタイ料理やベトナム料理の普及に伴い、後述の東南アジアの魚醤が比較的容易に入手可能になっている。
東南アジアでは、タイのナンプラー (น้ำปลา, nam pla)、ベトナムのヌクマム (nước mắm ニョクマム、ヌォクマムなどとも) が世界的に有名である。他にも、フィリピンのパティス (patis)、カンボジアのトゥック・トレイ (ទឹកត្រី, tuk trey)、ラオスのナンパー (nam paa)、ミャンマーのンガンピャーイェー (ngan-pya-ye)、インドネシアのケチャップ・イカン (kecap ikan) などがある。中国の広東省やマカオの魚露（ユーロウ）も地元で広く使われている。これらの言葉の多くはおおむね「魚の水」という意味である。しかし、福建省福州では𩸞露（キエロウ）といい、廈門のケーチャップ（鮭汁）の「鮭」と同じく塩辛を意味する語「キエ「魚偏に奇」」と、「露」を組み合わせている。
また、魚醤と同様の製法で作られ、液体を漉した後の物をすりつぶして固めたペースト状の調味料も用いられているが、オキアミを用いることが多く、シュリンプペーストと呼ばれる。タイのカピ(กะปิ, kapi)、インドネシアのトラシ (terasi) や、マレーシア、ブルネイのブラチャン (belacan)、フィリピンのバゴーン (bagoon)、カンボジアのプラホック (ប្រហុក, prohok)、ミャンマーのンガピ (ngapi) 、中国の蝦醤（固形のものは蝦膏）などがある。
歴史的には、古代ローマにおいてもガルム（ラテン語: garum）と呼ばれる魚醤が使われていた。現在でもニースのピサラに代表される、アンチョビーペーストやサーディンペーストがある地帯は、かつてアンチョビやサーディンの魚醤油が使われていたことの痕跡である。またイタリア南部アマルフィ周辺では、ガルムの流れを引くカタクチイワシの魚醤、コラトゥーラ・ディ・アリーチ（colatura di alici）が今も作られている。
ケチャップは、トマトから作られるトマトケチャップが有名になっているが、もともとは魚醤を含めた発酵調味料であり、ケチャップの語源は、福建省や台湾の「鮭汁 (kechiap)」という魚醤をさす言葉（この場合の（鮭」は塩辛を意味する方言字である）とする説が有力である。

## 製法

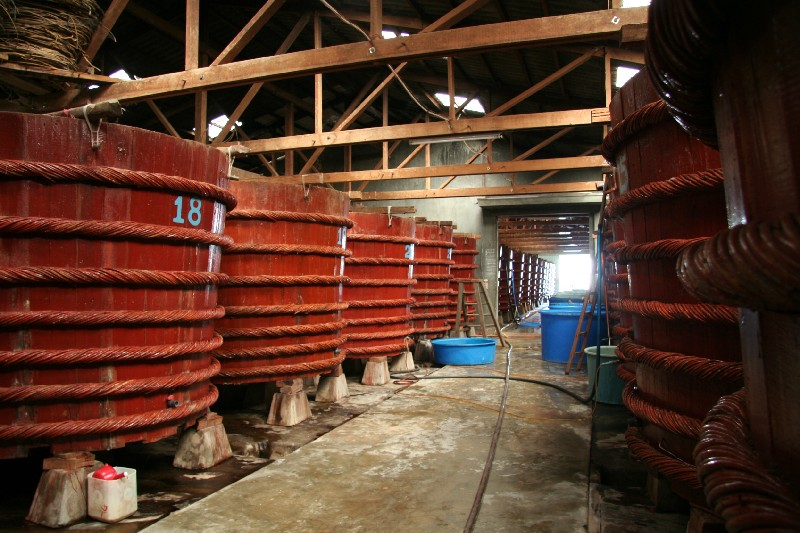
ベトナムの魚醤工場

もともとの製法は地域によりかなり異なっており、生の魚を塩漬けにしたり、干物にして用いるもの、特定の魚種だけを使う場合や網にかかった魚をみな使う場合、オキアミなどを原料とする場合がある。基本的に、用いる魚の種類によって、大きな魚の場合には内臓、頭、ヒレなどを、アンチョビなど利用価値の低い小形の魚の場合には、丸ごとを用いる場合が多い。
魚を大量の塩と共に漬け込む。内臓に含まれるプロテアーゼや混入してきた細菌やカビが分泌する酵素で自然発酵させるものが一般的だが、しょっつるのように麹を加えたり、料理用製品のように酵素剤を投入して発酵を助長するものもある。数か月以上発酵させ、熟成が進むと、魚の形が崩れ、全体が液化してくる。その液化が進んだものを、漉して用いる。熟成の度合いは地域によって異なり、熟成度が少なく、魚の香りの強いものから、熟成が進みチーズのような発酵した匂いが中心のものもある。魚と塩だけで熟成させるものの他に、これに野菜や香草類を加えて味を調えるものもある。
一般に食卓で用いるための製品は純度の高いものであるのに対し、料理用製品では、これに塩水とグルタミン酸ナトリウムなどを添加している場合もある。

## アレルギー
アレルギーの原因となり得る特定原材料等の25品目に含まれるエビ、カニ、サケ、イカなど原材料を含んでいるものが有るほか、発酵過程で生じるヒスタミンによるアレルギー症状を起こす場合がある。なお、発酵過程で生じるヒスタミン含有量が400mg/kg を超える物は流通できない。この発酵過程で生じるヒスタミンは、乳酸菌発酵スターターを用いることで、生成量の抑制が可能である事が報告されている。

## 各地の魚醤

### 日本の魚醤

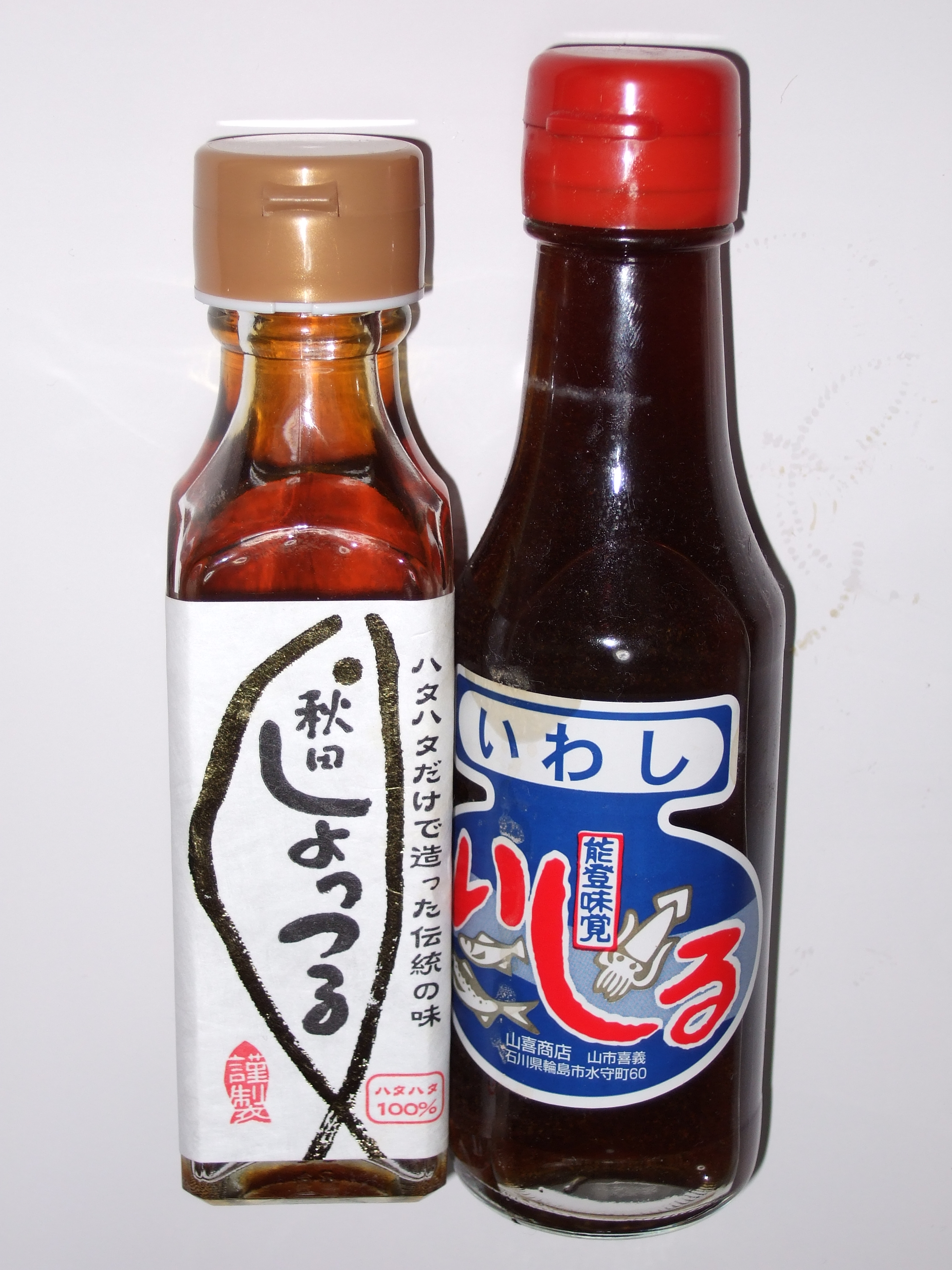
しょっつるといしる

#### しょっつる
秋田県名物、伝統的にはハタハタで作る魚醤。現在作られているしょっつるはハタハタに限らず色々な魚で作られている。ハタハタ料理にも付き物。一般的にはハタハタ若しくはタラと豆腐、長ネギと一緒に鍋で煮る「しょっつる鍋」が有名。きりたんぽ鍋など、他の料理の味付けにも用いられ、ラーメンのスープに（特に隠し味として）使われる場合もある。創作和食の店ではドレッシングや付けダレなどに混ぜる（いずれも隠し味として）などの工夫も見られる。

#### しょっからいわし（しょからいわし）
新潟市西蒲区の角田浜・越前浜地区名物、イワシの頭と内臓を取ったあと、大量の塩と混ぜて半年以上発酵させた魚醤油。しょっからいわしで大根を漬け込み、2ヶ月間熟成させたものは「なまぐさごうこ」と言い、現地の郷土食である。

#### いしる（いしり、よしる、よしり）
能登半島北部で古くから作られているイワシやイカの内臓や頭、骨を塩漬けして発酵させた魚醤油。イワシの身の部分で「糠鰯（ヌカイワシ）」を漬け込むときに、他の桶に骨や内臓を塩漬けにし発酵させた汁を調味料として使う。骨や内臓を無駄にしない生活の知恵から生まれた「魚汁」。独特の風味がある。
古くから「いしる」の味を活かした家庭料理として「いしる鍋」があるほか、貝焼きと呼ばれる郷土料理がある。これは、イカ、エビ、ホタテガイ、きのこ、だいこん、なすなどをホタテガイの貝殻に入れ、煮汁に「いしる」を加えて網焼きにしたもの。また、海産物系の炒め物や鍋物などへの隠し味として使用されることもある。
「いしる」の名は、「いを（魚）じる（汁）」の転訛であるとされる。能登半島の多くで「いしる」、小木、宇出津地区では「いしり」と呼ばれる場合が多いが、半島全域で呼称が混在している。

#### いかなご醤油

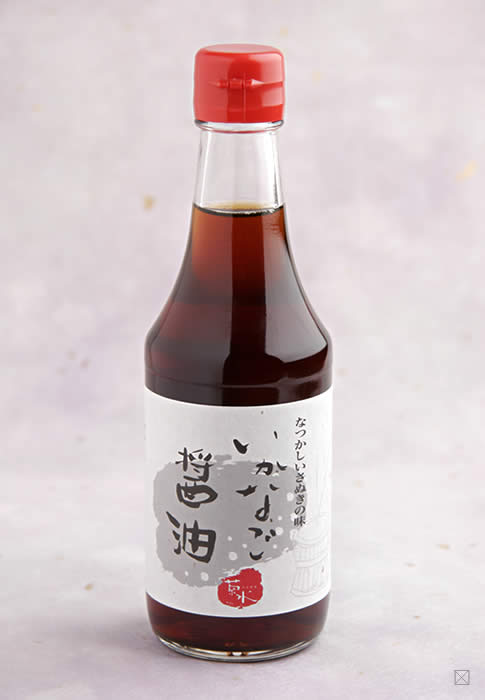
いかなご醤油

香川県の特産品。かつては「しょっつる」および「いしる」とともに日本三大魚醤と呼ばれた。1950年代に途絶えたが、近年になって少量ではあるが復活生産されるようになった。

#### 1980年代以降の日本の主な製品
日本では1990年代に料理用調味料として魚醤製品が注目されたことがあった。酵素や麹を用いて製造する方法が試行錯誤され、1989年に発売されたマリナージを嚆矢として様々な商品が開発された。しかし結局小売製品としての市場は拡大せず、これらの商品は2000年代以降加工食品の調味材料として生産されることが一般的になった。主なものは以下の通り。
- エムジーシーマリナージ - マリナージ（イワシを酵素分解）
- 海択舎 - 本魚醤（サバ・イカ・サケを酵素分解）
- 宝酒造 - だししるべ（アジを酵素分解）

また、2000年代以降は地域おこしの一環として、産学連携の成果として各地の特産海産物を原料とした魚醤も数多く開発された。主な取り組みを挙げる。
- 北海道 - 1999年（平成11年）ごろから海産物を原料とした魚醤が水産会社により開発され始めた。2008年には北海道魚醤油生産組合が立ち上げられ、以後数十社が参加して商品が開発された。北海道の名産品であるサケやホタテを用いたものの外に、サンマ、寿都町名産のホッケ、苫小牧市名物ウバガイなどを用いた製品がある。2011年には北海道の食クラスター連携協議体重点プロジェクトに採用されて補助金が投下され、北海道産魚醤の統一ブランド名「雪ひしお」やゆるキャラ「雪ひしおくん」のPRが行われた。
- 高知県 - 橋本大二郎知事（当時）の肝煎りにより1993年に設立された第三セクター「高知県商品計画機構」が、高知名産のカツオの内臓や粗を用いた魚醤「びーみ」を開発した。しかし、同機構の運営が思わしくなく、2001年（平成13年）度を以って清算し、現在は入手不可能。
- 宮城県 - 気仙沼漁港の飲食店等の有志が集まった気仙沼最高料理技術研鑽会が、漁港の名産品であるサンマ、イカナゴ、アミなどを用いた魚醤「魚塩汁きがき」を開発した。
- 大分県 - 2004年に日田市の会社が大分県産業科学技術センターと共同でアユを用いた「鮎魚醤」を開発した。淡水魚であるため通常の魚醤と臭みが異なる。
- 新潟県 - 新潟漁業協同組合と新潟県すし商生活衛生同業組合が新潟県水産海洋物研究所と共同でホッコクアカエビを用いた「南蛮海老醤油」を開発した。2010年にはPR団体として「新潟魚醤油食ブランド普及協議会」が設立され、新潟市内の飲食店で提供されている。
- 神奈川県 - 湘江亭が相模湾で採れるカタクチイワシを用いた「鵠沼魚醤」を開発した。鵠沼地区地域経営会議のプロモーションにより藤沢市内の飲食店で提供されている。
- 愛知県 - 2000年に豊浜水産物加工業協同組合が愛知県産業技術研究所と共同でカタクチイワシを用いた「しこの露」を開発した。2003年には全国中小企業団体中央会から全国地場産業大賞優秀賞を受賞している。また、愛知県立三谷水産高校および地元企業が連携してウナギの頭を用いた魚醤「鰻能（ばんのう）」も商品化されている。[9]
- 長崎県 - 2020年に麹と五島列島の椿の花から取れた「五島つばき酵母」を使用した魚醤として五島の椿株式会社と金沢鮮魚が共同で「五島の醤」を開発。[10]⻑崎県⽔産加⼯振興祭⽔産製品品評会において、⽔産庁⻑官賞を受賞している。[11]

### アジア（日本以外）の魚醤

#### エクチョッ

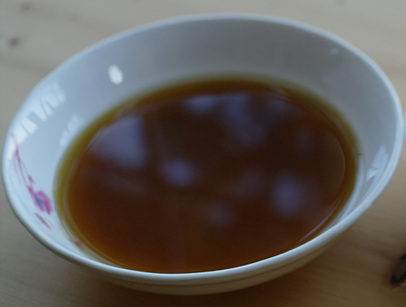
カタクチイワシのエクチョッ

（朝鮮語: 액젓 (aekjeot)、韓国・北朝鮮）
カタクチイワシ（朝鮮語: 멸치、ミョルチ）やイカナゴ（朝鮮語: 까나리、カナリ）などを材料にして作られる。主にキムチを漬ける際にオキアミの塩辛とともに使用されるほか、キムチチゲなど、チゲの隠し味としても使用されている。

#### 魚露（ユールー）

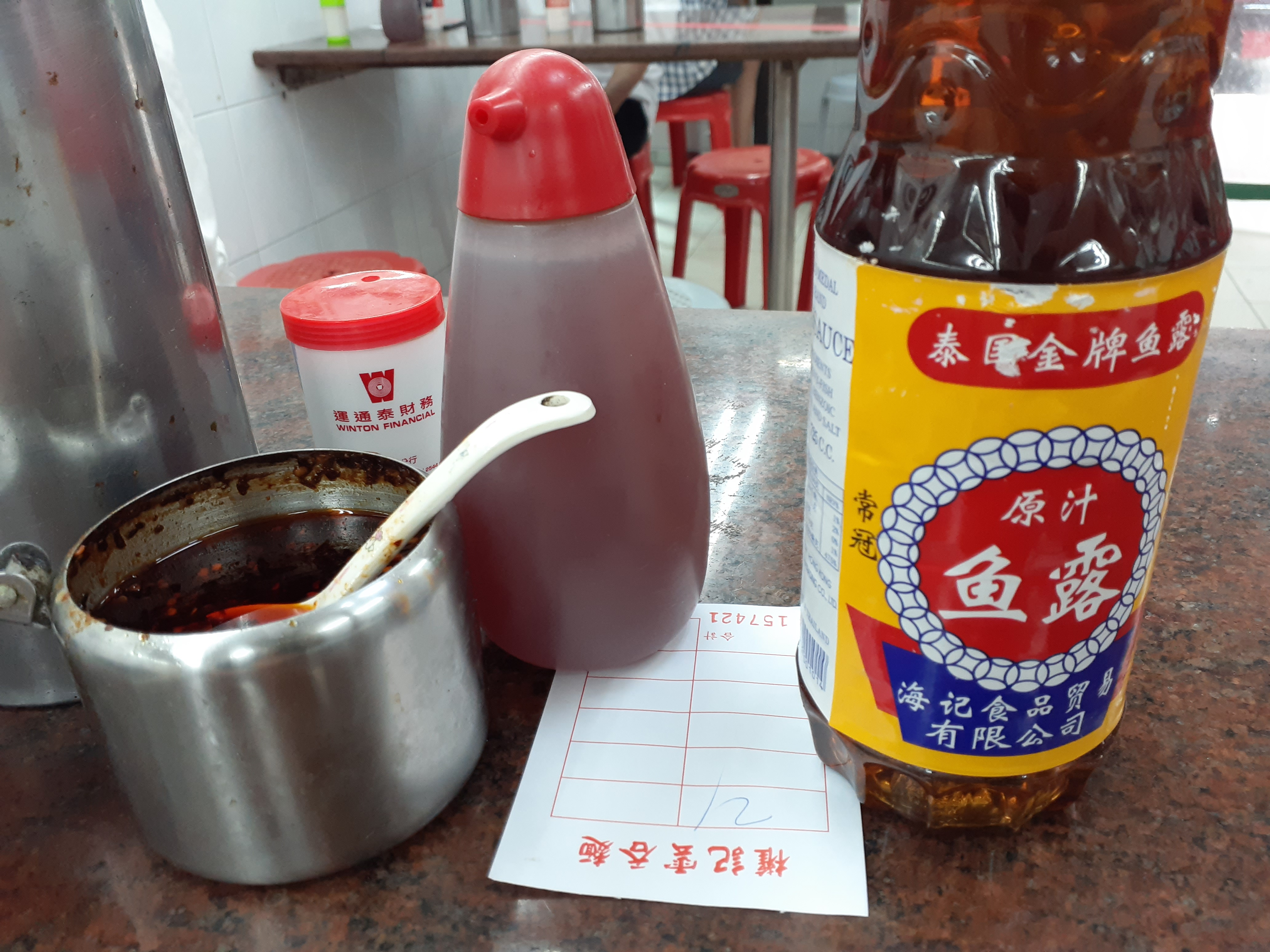
魚露の瓶詰め

（福州語: 𩸞露（キエロウ）、閩南語: 鮭汁（ケーチャップ、コエチアッ）、広東語: 魚露（ユーロウ）、中華人民共和国・台湾）
中国の福建省、浙江省、広東省、広西チワン族自治区や香港、マカオ、台湾などで製造、使用されている。各種の小魚が利用されるが、福建省ではカワハギ類も多用される。アミ類で作った液状のものは「蝦油」（シアヨウ、閩南語：ヘーイウ）と呼ばれる。

#### ヌクマム
（ベトナム語: nước mắm（渃𩼕、ベトナム）
ヌクは水、マムは魚介発酵食品一般を指す語。アンチョビ類を用いる。ナンプラーに似るが、ナンプラーよりも発酵度合いが低く、魚の香りがより強いものが多い。またナンプラーより塩味が弱いが、塩分濃度は高い。上等の品は親戚などへの贈答品として用いられることがある。「ヌオクマム」「ニョクマム」「ヌックマム」とも呼ばれる。木製の樽に魚と塩を「魚10：塩4」の割合で入れ、蓋をして4か月 - 1年程度熟成させる。フォーをはじめとする、各種ベトナム料理の味付けに欠かせないほか、ヌクマムに刻み唐辛子と刻みニンニクを漬け、ライム果汁・砂糖・水で味を整えたヌクチャムは食卓調味料として使われる。名産地はフーコック島やファンティエットなど。
また、マグロを原料にしたヌクマム「Nam Ngư（ナム・グー）」もベトナム北部を中心に人気がある。ただ、ジアゾ系合成着色料ブラウンHT (E155)」が使用されており、フランス、ドイツ、米国、スイス、デンマーク、ノルウェー、スウェーデン、ベルギー、オーストリアなどでは健康に悪影響を及ぼす可能性があるとして輸入が禁止されている。

#### ナンプラー
（タイ語: น้ำปลา (nam pla)、タイ）
近海で水揚げされるカタクチイワシ類を、7か月から1年程度熟成させて作る。namは水、plaは魚を意味する。水揚げの減少に伴い、他の魚種も混合して用いられているという。一部の高級品のために、より大型のサバ類、ニシン類も用いられるが、これは一般には流通しない。
洗って水を切った魚には食塩をまぶし、陶器の瓶に「魚2 - 3：塩1」の割合になるようにぎっしりと詰める。瓶の最下層と最上層には塩の層を作り、竹を編んだ蓋をして重石をおく。これは屋外に蓋をして置かれる。魚が液化するにつれ、蓋と重石が沈んで行く。熟成が終わると、液体成分を漉し、別の瓶に移して出荷される。

#### ナンパー
（ラーオ語: nam paa、ラオス）
魚を塩水に漬けてつくられる。伝統製法では、陶器の瓶に作られ、瓶の状態で流通する。様々な魚種が用いられるが、主に淡水魚が用いられる。現地で流通するもののうち、80%が淡水魚、20%が海水魚で作った製品。しかしダムの増加に伴い、淡水魚の供給量が減少しており、これが変わりつつあるという。ちなみにこのナンパーを濾過しないものをパデーク (padeak) といい、ラオスではこちらも多用されている。

#### ブドゥ
（マレー語: budu、マレーシア）
カタクチイワシ科のインドアイノコイワシ属などの魚 (ikan bilis) を材料にして作られる。主に野菜を食べるときのドレッシングとして使用される。イカの塩辛に似た色と味、香りをもつ。非常に塩分が強い。乳状のブドゥはビンで購入できる。これを小皿にすこしとり、そこにライムを絞り、好みでトウガラシを刻んだものを加えることもある。ゆで野菜や生野菜をたべるときにこれにつけながら食べる。半島部マレー人のなかでもクランタン州、トレンガヌ州およびタイ南部のパッターニー県に住むマレー人を中心に好まれ、クランタンの独特な文化のひとつとして象徴的に語られることが多い。都市部のマレー人は食べたことがない者も多く、苦手な人が多いようである。

#### パティス
```
（patis、
フィリピン
）
```

北部の島々においてよく使われる。雑魚をつぶしたものや小エビをベースに、その1/3の量の塩を加えて塩辛とし、その上澄み液をパティスとよぶ。ここでいう雑魚を例示すると、イワシ、アンチョビ、ニシン、アジ、イトヨリなどが挙げられる。1 - 2年熟成させたものは高級品として扱われる。サウサワンを作る際に他の調味料と合わせたりする。

#### タク・トレイ
（tuk trey、カンボジア）
湖の魚を利用して作られる。

#### ンガピャーイェー
（nganbyayei、ミャンマー）
ナマズ類を発酵熟成させてつくる「ンガピガウン」や「ンガピ」という塩辛を作成する工程の副産物として得られる。なお、ンガはミャンマー語で「魚」、ピは「圧する」という意味。アンダマン海沿岸で獲れる小魚を原料として工場生産するケースが増えている。

#### ケチャップ・イカン
（kecap ikan、インドネシア）
汽水域で獲れた魚や、淡水魚を原料とする。アンチョビを使うケースもある。

#### マヒヤーワ
（ペルシア語:مهیاوه、イラン）

### ヨーロッパの魚醤

#### ガルム
（ラテン語: garum、古代ローマ）
アンチョビの内臓などから作った魚醤。
現在では、イタリア、カンパーニャ州のチェターラという漁村でその流れを汲んだコラトゥーラ・ディ・アリーチ・ディ・チェターラ (Colatura di alici di Cetara) という魚醤が作られている。これは、頭と内臓を除いたアンチョビを塩漬けにしてできた液を集めたもの。

#### ウスターソース
（英語: Worcestershire sauce、イギリス）
英国イングランドのウスターシャー原産。モルトビネガー（麦芽酢）や食酢に塩、砂糖、アンチョビと野菜、スパイス等を合せた万能調味料。魚醤の一種と誤解されることもあるが、味はいわゆる魚醤類とは全くの別物であり、基本的には野菜などのエキスをベースとし様々な素材が複雑に絡み合った複合調味料であり、アンチョビは隠し味的位置づけに過ぎない。元祖といわれるリー・アンド・ペリン社のものが有名。日本のウスターソースもこのリー・アンド・ペリン社のものから発展したもので味や見た目も非常によく似ている。日本のウスターソースも例えばブルドックソースには煮干しエキス、オタフクソースには魚肉エキスとホタテエキスなど魚醤または何らかの魚介エキス等を含むものが多い。